# Camada basal

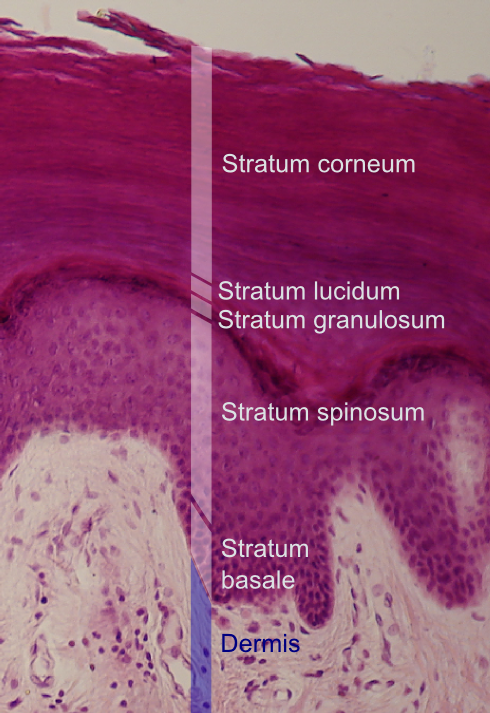
Imagem histológica mostrando uma seção da epiderme, com o estrato basal rotulado próximo ao fundo

O estrato ou camada basal, às vezes chamado de estrato germinativo, é a camada mais profunda das cinco camadas da epiderme, a cobertura externa da pele dos mamíferos.
O estrato basal é uma única camada de células basais colunares ou cuboidais. As células são fixadas umas às outras e às células do estrato espinhoso sobrejacentes por desmossomos e hemidesmossomos. O núcleo é grande, ovoide e ocupa a maior parte da célula. Algumas células basais podem agir como células-tronco com a capacidade de se dividir e produzir novas células, e estas são às vezes chamadas de células-tronco de queratinócitos basais. Outras servem para ancorar a epiderme pele glabra (sem pelos) e epiderme hiperproliferativa (de uma doença de pele).
Eles se dividem para formar os queratinócitos do estrato espinhoso, que migram superficialmente. Outros tipos de células encontradas no estrato basal são os melanócitos (células produtoras de pigmento) e as células de Merkel (receptores de toque).

## Significado clínico
Os carcinomas basocelulares (cânceres basocelulares) representam cerca de oitenta por cento de todos os cânceres de pele. Nem todos os cânceres basocelulares se originam nas células basais, mas são assim chamados porque as células cancerosas se assemelham às células basais quando vistas ao microscópio.
Em um feto em crescimento, as impressões digitais se formam onde as células do estrato basal encontram as papilas da camada papilar subjacente da derme, resultando na formação das cristas nos dedos. As impressões digitais são únicas para cada indivíduo e são usadas para análises forenses porque os padrões não mudam com os processos de crescimento e envelhecimento.